# Eusébie d'Hamage
 (juin 2014).
Si vous disposez d'ouvrages ou d'articles de référence ou si vous connaissez des sites web de qualité traitant du thème abordé ici, merci de compléter l'article en donnant les références utiles à sa vérifiabilité et en les liant à la section « Notes et références ».
Eusébie (637 – † 660), est abbesse d'Hamage. Sa fête est le 16 mars. Son nom est aussi par corruption vulgaire dit Eusoye ou Ysoie d'où le nom d'un village du diocèse de Beauvais.

## Biographie
Arrière-petite-fille de sainte Gertrude (abbesse à l'abbaye de Wandignies-Hamage, à qui elle fut confiée), et fille de saint Adalbald I d'Ostrevent et de sainte Rictrude de Marchiennes, de noblesse vasconne et seigneurs aux Pays-Bas. Les trois autres enfants des mêmes parents sont vénérés comme saints : les saintes Adalsinde, Maurand de Douai et Clodoswinthe.
Eusébie naquit en l'an 637, sur la fin de règne de Dagobert Ier, deux ans avant que saint Amand de Maastricht, qui fut évêque de Maastricht, eût jeté les fondements de l'abbaye de Marchiennes. Elle fut présentée au baptême par la reine des Francs Nanthilde, sa marraine, qui lui fit présent d'une belle terre de Verny dans le diocèse de Soissons. 
À l'âge de huit ans, elle perdit son père assassiné en Vasconie et partit avec sa mère et deux sœurs dans le Haynaut à Hamage. Là, elle est confiée à sainte Gertrude d'Hamage, la grand-mère d'Adalbaut, abbesse de l'abbaye d'Hamage. 
En 649, à la mort de sa bisaïeule, Eusébie la remplace comme abbesse en titre à l'âge de douze ans. Survint alors un conflit entre Eusébie et sa mère qui souhaitait la former. Sa mère dut obtenir une lettre de cachet du roi Clovis II pour obliger Eusébie à aller à Marchiennes sous l'autorité stricte de sa mère pendant un an. À treize ans, Eusébie retourna diriger son abbaye. Elle instruisit sa communauté par son exemple et moins par les discours, s'imposant abstinence et pureté jusqu'à sa mort à trente-trois ans. Certains annoncent la date de son décès à vingt-trois ans ou trente-sept ans, et d'autres à quarante neuf ans, mais l'Église s'en tient à trente-trois.

## Vénération
Le corps de la sainte fut enterré dans son église. Celle-ci de par la ferveur populaire devint très vite trop petite. L'abbesse Gertude qui lui avait succédé, bâtit donc une nouvelle église, plus grande, qui fut dédiée en l'honneur de la sainte Vierge par saint Vindicien d'Arras, évêque d'Arras et de Cambrai. Le jour même de la consécration de l'église, y furent transportés les reliques de sainte Eusébie. Les deux monastères furent brûlés par les Normands. On tâcha de les rebâtir sous le règne du roi des Francs Charles le Simple au début du Xe siècle. La pauvreté était alors si grande à Marchiennes que l'or et l'argent de la châsse furent vendus pour nourrir les religieuses. Les reliques de la sainte sont demeurées deux cents ans dans un simple cercueil de bois, jusqu'en 1133 où l'on fit une châsse neuve d'or et d'argent. Les restes y furent transférés le 17 mai 1133.
En 1537, une côte de la sainte, ainsi qu'un des os de la main de sainte Rictude ont été prélevés et transportés à Douai pour être conservés dans l'église collégiale de saint Pierre.
L'abbaye d'Hamage n'est plus ensuite qu'un prieuré dépendant de Marchiennes, sous l'autorité de moines bénédictins.
Les martyrologes de France et des Pays-Bas mettent la fête de la sainte au 16 mars, parfois au lendemain.